# رولف-كريستيل غويي-مين
رولف كريستيل غويي مين (بالفرنسية: Rolf-Christel Guié-Mien)‏ (مواليد 28 أكتوبر 1977 في برازافيل) لاعب كرة قدم كونغولي دولي يجيد اللعب في خط الوسط . يلعب حاليا لصالح نادي بادربورن الألماني منذ سنة 2008 .

## روابط خارجية
- رولف-كريستيل غويي-مين على موقع قاعدة بيانات كرة القدم.إي يو (الإنجليزية)
- رولف-كريستيل غويي-مين على موقع بيانات كرة القدم. دي إي (الألمانية)
- رولف-كريستيل غويي-مين على موقع ناشيونال فوتبول تيمز (الإنجليزية)
- رولف-كريستيل غويي-مين على موقع عالم كرة القدم.نت (الإنجليزية)